# Servet Martínez
Servet Martínez Aguilera (Santiago de Chile, 5 de marzo de 1952) es un matemático chileno.  En 1993 obtuvo el Premio Nacional de Ciencias Exactas de Chile junto al también matemático chileno Eric Goles.

## Biografía
Nació el 5 de marzo, criado por su madre Julia Aguilera y Servet Vicente Martínez su padre el cual fue un exiliado de España por ser parte del sindicato anarquista de Aragó. Servet está casado con María Angélica Salazar González quien es artista de la talla de picasso, tuvo 3 hijos, Miguel, Servet y Salomé Martínez quien decidió seguir sus pasos matemáticos.
Realizó sus estudios secundarios en el Instituto Nacional Gral. José Miguel Carrera.

Entre 1969 y 1975 estudió Ingeniería Civil Matemática en la Universidad de Chile, titulándose de ingeniero civil matemático en el 1975. Al mismo tiempo que estudiaba esta carrera en la Facultad de Ciencias Físicas y Matemáticas, cursó estudios en las Facultades de Educación, Letras y Filosofía y de Economía de esta Casa de Estudios.
Es máster en Estadística Matemática (1976) del Centro Interamericano en Enseñanza Estadística (CIENES) y Doctor 3.er ciclo Probal, de la Université Pierre-et-Marie-Curie de Francia. Además, obtuvo el grado de Doctor de Estado en Matemáticas en esta misma institución.
Formó parte del Comité Ejecutivo de la Unión Matemática de América Latina y el Caribe, ejerciendo el cargo de presidente desde 2013 hasta 2016.

## Publicaciones
Servet Martínez cuenta con más de 56 publicaciones, desde el año 2005 hasta el año 2019. Algunas de sus últimas publicaciones son: 
- Huillet, T., & Martínez, S. (2019). Renerative Mutation Processes Related to the Selfdecomposability of Sibuya Distributions. Probability in the Engineering and Informational Sciences, 33(2), 291-325. doi:10.1017/S0269964818000189[4]
- A. S. Polunchenko, S. Martínez, and J. San Martín. (2019).A Note on the Quasi-Stationary Distribution of the Shiryaev Martingale on the Positive Half-Line. Theory of Probability and its Applications. 63(3) 464-478. doi:10.1137/S0040585X97T989179.[5]
- Martínez, S., & Nagel, W. (2018). Regenerative Processes for Poisson Zero Polytopes. Advances in Applied Probability, 50(4), 1217-1226. doi:10.1017/apr.2018.57[6]
- Collet, P., & Martínez, S. (2017). Measure Evolution of Cellular Automata and of Finitely Anticipative Transformations. Ergodic Theory and Dynamical Systems, 37(1), 129-145. doi:10.1017/etds.2015.39[7]
- Martínez, S.(2017). A Probabilistic Analysis of a Discrete-Time Evolution in Recombination. Advances in Applied Mathematics, 91, 115-136. doi:10.1016/j.aam.2017.06.004[8]

## Reconocimientos
Servet Martínez recibió el Premio Nacional de Ciencias Exactas en conjunto con Eric Goles por su publicación "Autómata Networks, Dynamical Systems and Statistical Physics", investigación sobre modelos matemáticos de gran complejidad que se aplican en la biología y la física, así como en industrias y empresas.
En 2007, fue nombrado Chevalier de la Legión de Honor por parte de la Embajada de Francia.